# Abraham Verduzco
Abraham J. Verduzco (* 20 de junio de 1984, East Los Angeles, California) es un doble y actor estadounidense, mejor recordado por sus roles infantiles en diversas películas y por haber portado el traje de ALF durante el periodo 1986-1989.

## Filmografía
| Año       | Título               | Género                                     | Personaje interpretado                                                  | Otras notas |
| --------- | -------------------- | ------------------------------------------ | ----------------------------------------------------------------------- | --- |
| 1986-1989 | ALF                  | Sitcom                                     | ALF/Gordon Shumway                                                      | Bajo el traje, en escenas de cuerpo entero. Los 9 capítulos donde él interpreta al personaje a cuadro, son: 3. Looking for Lucky (lunes 6 de octubre de 1986) 28. Somewhere Over the Rerun (lunes 28 de septiembre de 1987) 38. ALF's Special Christmas: Part 1 (lunes 14 de diciembre de 1987) 50. Tequila (lunes 28 de marzo de 1988) 59. Turkey in the Straw: Part 1 (lunes 14 de noviembre de 1988) 60. Turkey in the Straw: Part 2 (martes 15 de noviembre de 1988) 69. Running Scared (lunes 13 de febrero de 1989) 70. Standing in the Shadows of Love (lunes 20 de febrero de 1989) Original Un-aired Pilot Episode (viernes 24 de agosto de 2004) |
| 1992      | Radio Flyer          | Película dramática                         | Carlos Hernández                                                        | |
| 1992      | American Me          | Película biográfica                        | Paulito (7 años)                                                        | |
| 1993      | Double Deception     | Thriller, película de televisión           | Jake                                                                    | |
| 1994      | Untamed Love         | Película dramática, película de televisión | Niño                                                                    | |
| 1994      | New Eden             | Acción, película de televisión             | Luke                                                                    | |
| 1995      | ER                   | Serie de televisión                        | Palmer                                                                  | Episodio Motherhood (transmitido el jueves 11 de mayo de 1995) |
| 1995      | Desperado            | Acción                                     | Niño                                                                    | |
| 1995-1996 | Minor Adjustments    | Sitcom                                     | Estrella invitada en The Paper Curtis en Trevorgate                     | Episodios: The Paper (transmitido el domingo 17 de septiembre de 1995) Trevorgate (transmitido el martes 26 de marzo de 1996) |
| 1996      | Solo                 | Ciencia ficción                            | Miguel el Niño                                                          | |
| 1997      | Baywatch             | Serie de televisión                        | Juan                                                                    | Episodio Life Guardian (transmitido el lunes 24 de febrero de 1997) |
| 1997      | Team Knight Rider    | Serie spin-off de Knight Rider             | Jesús                                                                   | Episodio The Magnificent T.K.R. (transmitido el jueves 16 de octubre de 1997) |
| 1998      | Break Up             | Película dramática, thriller               | Boy                                                                     | |
| 1998-1999 | Walker, Texas Ranger | Serie de televisión                        | Carlos Delgado en Test of Faith Jesús Rodriguez en Rise to the Occasion | Episodios: Test of Faith (transmitido el sábado 9 de mayo de 1998) Rise to the Occasion (transmitido el sábado 27 de noviembre de 1999) |